# Wallace-Flugfrosch
Der Wallace-Flugfrosch (Rhacophorus nigropalmatus) ist eine Art aus der Gattung der Eigentlichen Ruderfrösche. Mit Hilfe der Flughäute zwischen seinen Zehen kann er bis zu 20 Meter weit segeln. Er ist nach dem britischen Naturforscher Alfred Russel Wallace benannt, der um die Mitte des 19. Jahrhunderts den Malaiischen Archipel erforschte und die ersten Exemplare dieses Flugfroschs nach Europa schickte.

## Merkmale

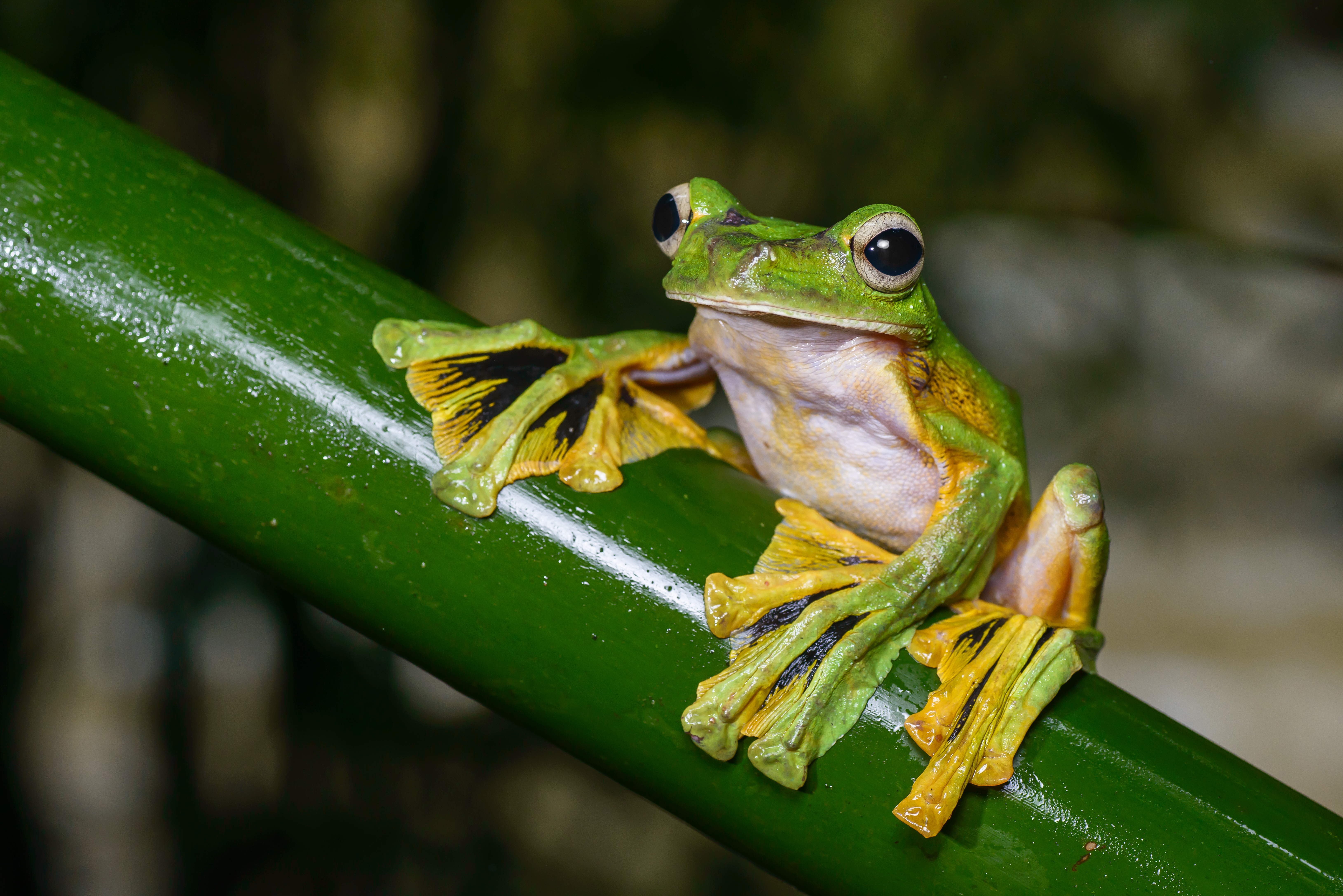
Wallace-Flugfrosch im Nationalpark Khao Sok, Thailand

Dieser Frosch wird 9 bis 10 cm lang und hat sehr große, hervorstehende Augen. Ebenfalls gut sichtbar ist das Tympanum. Wie alle Ruderfrösche lebt der Wallace-Flugfrosch auf Bäumen und besitzt dazu als Kletterhilfe verbreiterte Haftscheiben an den Finger- und Zehenenden. Die Haftscheiben an den Fingerspitzen sind bei diesem Frosch größer als die an den Zehenenden, am dritten Finger besonders groß. Die großen Schwimmhäute zwischen den Fingern und Zehen sind gelb, an ihrer Basis jedoch schwarz. Diesem Merkmal verdankt der Wallace-Flugfrosch seinen wissenschaftlichen Beinamen nigropalmatus. Beim nahe verwandten Rhacophorus reinwardtii gehen die dunkle Schwimmhautfärbung an der Basis ins Bläuliche über. Die Häute werden jedoch kaum zum Schwimmen benutzt, sondern können beim Sprung wie kleine Fallschirme aufgespannt werden. Sie ermöglichen dem Frosch das Gleiten von Baum zu Baum und zwischen den Stockwerken der tropischen Urwaldvegetation. Der Rücken des Frosches ist hellgrün, meist mit weißen Punkten, die Unterseite ist weiß bis blassgelb.

## Verbreitung
Das Verbreitungsgebiet dieser Art erstreckt sich in Südostasien vom südlichen Thailand über die malaiische Halbinsel bis auf die Inseln Sumatra und Borneo. Dort lebt er typischerweise im immergrünen tropischen Regenwald. Er ist dort nicht selten, wenngleich er meist nur dann zu sehen ist, wenn er die höheren Schichten der Baumkronen verlässt. Dies geschieht zum Zweck der Paarung und Eiablage.
Angebliche Sichtungen des Wallace-Flugfroschs in Vietnam, Nordthailand, Laos oder Südchina beziehen sich wahrscheinlich auf die Art Rhacophorus kio.

## Ernährung
Die Nahrung besteht aus Insekten. Es gibt Berichte, dass die Frösche auch junge Kleinsäuger fressen.

## Fortpflanzung
Nach kräftigen Regenfällen verlassen die Frösche die Baumkronen und wandern in tiefere Vegetationsschichten. Über stehenden Gewässern oder Regenwassertümpeln (z. B. Suhlen von Bartschweinen) heften die Frösche Schaumnester an Blätter. Die Weibchen produzieren ein Sekret, das sie mit den Beinen zu einem Schaum schlagen. Aus diesem Schaum wird ein Nest geformt, in das die Eier gelegt und vom Männchen befruchtet werden. Die Kaulquappen schlüpfen innerhalb des Nests und lassen sich in einem bestimmten Entwicklungsalter in das darunterliegende Gewässer fallen. Nach der Metamorphose verlassen die Jungfrösche das Wasser.
Jungfrösche sind rot gefärbt, mit weißen Tupfen. Dieses Bild ähnelt Kot und schützt sie graduell vor Angriffen durch Vögel. In diesem Farbstadium leben sie in tieferen Schichten des Waldes. In ihrer Weiterentwicklung färben sie sich grün und leben höher im Wald, im Bereich der Blätter, wo sie Grün gut tarnt.

## Systematik
Rhacophorus maximus, Rhacophorus dennysii und Rhacophorus feae wurden ursprünglich als Unterarten von Rhacophorus nigropalmatus angesehen. Genauere genetische und morphologische Untersuchungen sind noch im Gange und fallweise werden weitere neue Arten innerhalb der Gattung Rhacophorus abgetrennt.